# Filatelie Informatief
Filatelie Informatief was een losbladige uitgave die tussen 1981 en 1993 verscheen bij Samsom Uitgeverij, en die een groot aantal diepgaande artikelen over filatelistische onderwerpen bevatte. De artikelen werden geschreven door ongeveer dertig verschillende auteurs en werden gebundeld in vier banden. De laatste afleveringen werden verzorgd door uitgeverij Bohn Stafleu Van Loghum (Houten).

## Bibliografische informatie
- Holstege, G. e.a. (red.) (1981–1993) - Filatelie informatief. Losbladige uitgave in vier banden. Alphen aan de Rijn / Brussel / Houten : Samsom Uitgeverij bv. / Bohn Stafleu Van Loghum. ISBN 90 6500 457 2. Totaal ongeveer 2000 pagina's, ingedeeld in zestig rubrieken.

## Redactie
De redactie van Filatelie Informatief werd gevormd door:
- A. Boerma
- mr. W.S. da Costa
- prof. dr. Gert Holstege; hij fungeerde tot begin 1987 als hoofdredacteur[2]
- K. Kouwenberg
- J. Vellekoop
- D.W.F. Verkade
- J. Voskuil
- drs. A.M.A. van der Willigen

## Achtergrond
Filatelie Informatief was de opvolger van Filatelie Encyclopedie, een eveneens omvangrijke losbladige uitgave (totaal 924 pagina's; in twee banden) die verscheen bij Samsom in 1979. Dit was een vertaling en bewerking van het Duitstalige Grosses Lexicon der Philatelie van Ullrich Häger, onder redactie van J.J.M. Kiggen, K. Kouwenberg, dr. A. van Visschel en drs. A.M.A. van der Willigen.
In Filatelie Informatief werden veel minder onderwerpen behandeld dan in Filatelie Encyclopedie, maar de onderwerpen die behandeld werden, kwam wel veel uitgebreider aan de orde. Het functioneren van de post als organisatie werd als basis voor de behandeling van de geselecteerde thema's genomen, omdat die organisatie de bestaansgrond vormt van postzegels en poststempels. 
Filatelie informatief werd gepubliceerd in afleveringen. Van 1981 tot 1993 verschenen 33 afleveringen, goed voor vier banden, en ongeveer 2000 pagina's. De bijdragen werden ingedeeld in genummerde rubrieken.
In 1994 werd Filatelie informatief opgevolgd door het Handboek Postwaarden Nederland, onder redactie van prof. G. Holstege, J. Vellekoop, R. van den Heuvel, drs. W. Boers, en J. Voskuil. Aanvankelijk werd dit werk eveneens uitgegeven door Bohn Stafleu Van Loghum; vanaf 1997 door Koninklijke Joh. Enschedé. Anno juli 2022 waren 66 afleveringen verschenen.

## Inhoud
- Aflevering 1 (1981) bevatte de volgende artikelen:
  - Hefting, P. – 'De creativiteit van verzamelen, het verzamelen van creativiteit.' (rubriek 2010: 1–14)
  - Holstege, G. – 'De ovale stempels "afgeschreven met kantoornaam".' (rubriek 5520: 1–62)
  - Kouwenberg, K. – 'Postzegeltentoonstellingen in de 19e eeuw.'  (rubriek 6010: 1–10)
- Aflevering 2 (1982):
  - Pönitz, W. – 'De Tweede Wereldoorlog in vogelvlucht aan de hand van poststukken.' (1650: 1–17)
  - Willigen, A.M.A. van der – 'De ontwikkeling en het gebruik van de Nederlandse poststempels.' (5510: 1–43)
- Aflevering 3 (1982):
  - Holstege, G. – 'De "De Ruyter"-post- en portzegels uit 1907.' (7510: 1–93)
- Aflevering 4 (1982):
  - Verkade, D.W.F. – 'Handelsreclame op postzegels, postwaardestukken en poststempels.' (3450: 1–34)
- Aflevering 5 (1983):
  - Rooy, W. de – 'De automaatboekjes van Nederland en België.' (2660: 1–16)
  - Steiner-Spork, T.B. – 'De Nederlandse portzegels van 1870, een overzicht.' (5010: 1–48)
- Aflevering 6 (1983):
  - da Costa, W.S., Rozema, H.P. en Vos, J. – 'Aantekening en aangegeven waarde sinds 1850.' (4070: 1–60)
  - Kouwenberg, K. – 'Fantasie- en zwendelzegels onderdeel van de Cinderella-filatelie.' (7060: 1–15)
- Aflevering 7 (1984)
  - Oxenaar, R.D.E. – 'De Nederlandse postzegels als onderdeel van het vormgevingsbeleid van de PTT.' (2020: 1–22)
  - Steiner-Spork, T.B. – 'De ongetande zegels van Nederland van 1867 tot 1876.' (7505: 1–16)
- Aflevering 8 (1984)
  - Holstege, G. en Hefting, P. – 'Enige achtergronden van de emisie "100 jaar georganiseerde filatelie in Nederland".' (7540: 1–28)
  - Willigen, A.M.A. van der – 'Het gebruik van de Belgische spoorweg- en postcollizegels.' (4010: 1–39)
- Aflevering 9 (1984)
  - Geerts, G.A. – 'Geschiedenis van de veldpost in de Nederlanden tot 1906.' (1640: 1–22)
  - Holstege, G. – 'De Blue Band-stempels 1924.' (5530: 1–31)
  - Voskuil, J. – 'De Nederlandse veldpost 1965–1984: West-Duitsland, Tunesië, Libanon en Sinaï.' (1642: 1–23)
- Aflevering 10 (1985)
  - Kouwenberg, K. – 'Vervalsingen ten faveure van verzamelaars.' (7010: 1–15)
  - Voskuil, J. – 'De Nederlandse veldpost 1904–1918: tien jaar voorbereiding en vier jaar praktijk.' (1641: 1–19)
  - Wiggers de Vries, W.V.M. – 'Internationale antwoordcoupons.' (3510: 1–23)
- Aflevering 11 (1985)
  - Holstege, G. – 'Een fraude-geval uit 1916.' (7515: 1–10)
  - Holstege, G. – 'Z.O.P.' (3010: 1–12)
  - Tongeren, G.H.J. van – 'Vervalsingen ten nadele van verzamelaars.' (7020: 1–17)
  - Voskuil, J. – 'De Nederlandse veldpost 1924–1940: Oplopende spanning en oorlogservaring.' (1641: 21–42)
- Aflevering 12 (1985)
  - Keizer, W. – 'Oorlogsvervalsingen.' (7030: 1–13)
  - Voskuil, J. – 'De Nederlandse veldpost 1940–1950: De Tweede Wereldoorlog en de eerste jaren daarna.' (1641: 43–59)
  - Voskuil, J. – 'De Nederlandse veldpost 1950–1965: Van Korea tot Nieuw-Guinea.' (1641: 61–75)
- Aflevering 13 (1986)
  - Verkade, D.W.F. – 'Postzegels en auteursrecht.' – (2030: 1–32)
- Aflevering 14 (1986)
  - Holstege, G. – 'De portzegelemissies 1906-1912.' (5030: 1–60)
  - Voskuil, J. – 'Veldpost nogmaals bezien.' (1642: 25–30)
- Aflevering 15 (1986)
  - Dieten, J.L. van – 'Een eeuw postzegelhandel.' (6510: 1–31)
  - Holstege, G. – 'Vervalsingen ten nadele van de post Nederland.' (7040: 1–9)
  - Tongeren, G.H.J. van – 'Vervalsingen ten nadele van de post Buitenland.' (7045: 1–9)
  - Verpoort, R.J.-B.E. – 'De uitgifte Koninklijke beeltenis type Elström.' (8410: 1–19)
- Aflevering 16 (1987)
  - Vellekoop, J. – 'Nederlandse postzegeltijdschriften tot 1950.' (9905: 1–44)
  - Voskuil, J. – 'Portvrijdom in één pennestreek (!)(?)' (4510: 1–25)
- Aflevering 17 (1987)
  - Pot, H.J. – 'Firma-perforaties.' (3020: 1–41)
  - Riet, Willy van – 'De Belgische spoorwegen en het vracht- en collivervoer.' (4020: 1–37)
- Aflevering 18 (1988)
  - Holstege, G. – 'De post en de drijvende brandkasten.' (ook deels verschenen in aflevering 21 en 22: 7520: 1–137)
- Aflevering 19 (1988)
  - Keizer, W. – 'De veldpost van de Nederlanders in Duitse krijgsdienst tijdens de Tweede Wereldoorlog.' (1655: 1–52)
- Aflevering 20 (1988)
  - Bonn, J. – 'De Japanse bezetting van Nederlands Oost-Indië in vogelvlucht.' (1610: 1–73)
  - Kouwenberg, K. – 'Filatelistische literatuur.' (9901: 1–14)
  - Sandberg, H.E.R. – 'Het ontstaan en de invoering van het Nederlandse postblad.' (3520: 1–48)
- Aflevering 21 en 22 (1988-1989)
  - zie: aflevering 18
- Aflevering 23 (1989)
  - da Costa, W.S. – 'De vier zondagsetiketten als sluitstuk van de postale zondagsdienst in Nederland (1857-1940).' (4050: 1–77)
- Aflevering 24 (1989)
  - Jong, G. de – 'Het platen van de 2 cent jubileumzegel 1923, N.V.P.H. nr. 121.' (7530: 1–45)
- Aflevering 25 (1990)
  - Janssen, C. – 'De "Opruimingsuitgifte"12 cent op 10 cent 1958.' (7535: 1–10)
  - Voskuil, J. – 'Nederlandse veldpost in de tweede helft van de jaren '80.' (1645: 1–27)
- Aflevering 26 (1991)
  - Hammacher, A.M. – 'Herinneringen aan het centrum van de esthetische activiteiten aan het Hoofdbestuur van de PTT te Den Haag – tussen 1920-1945.' (2017: 1–15)
  - Hefting, P. – 'Een blik in het album van DEV/K&V.'  (2015: 1–3)
  - Veraart, J. – 'Bronnen van bewijs. Studie naar de ontstaansgeschiedenis van de postbewijszegels en postbewijsformulieren.' (3515: 1–46)
- Aflevering 27 (1991)
  - Glas, G.A. – 'De wordingsgeschiedenis van de serie postzegels "Cour Internationale de Justice" 1989/1990.' (7550: 1–13)
  - Haaren, H. van – ''t Een en 't ander. Professionele omgang met postzegels van 1966 tot 1976.' (2019: 1–22)
- Aflevering 28 (1991)
  - Holstege, G. – 'De rechthoekige stempels Afgeschreven.' (5521: 1–9)
  - Holstege, G. en Goldhoorn, L. – 'De stempels "Nietig" en "Nietig-Afgeschreven Te" met kantoornaam.' (5522: 1–20)
  - Kouwenberg, K. – 'Voor de verminkten.' (9510: 1–9)
  - Voskuil, J. – 'Golven post tijdens de Golf-oorlog (1990-1991).' (1646: 1–21)
- Aflevering 29 (1992)
  - Holstege, G. en Goldhoorn, L. – 'De stempels "Nietig Afgeschreven" op eigen wijze.' (5523: 1–25)
  - Koopmans, J.H. – 'Een Nederlandse zegeluitgifte in Albanië.' (4030: 1–18)
  - Voskuil, J. – 'Mei-juli 1991: Nederlandse veldpost in Noord-Irak.' (1647: 1–15)
- Aflevering 30 (1992)
  - Holstege, G. en Vellekoop, J. – 'Achtergronden van de Nederlandse postzegelproduktie tijdens de Duitse bezetting in de Tweede Wereldoorlog.' (ook deels verschenen in aflevering 31 en 32: 7533: 1–214)
- Aflevering 31 (1992)
  - zie: aflevering 30
- Aflevering 32 (1993)
  - Bold, W.E.J. van den – 'Enkele filatelistische aspecten van de thematische verzameling.' (9010: 1–34)
  - en zie: aflevering 30
- Aflevering 33 (1993)
  - Jong, G. de – 'Reconstructie van de moederplaat van de 5 cent jubileumzegel 1923 Nederland.' (7531: 1–11)
  - Jong, G. de – 'Reconstructie van de moederplaat van de 7½ cent jubileumzegel 1923 Nederland.' (7532: 1–12)
  - en zie: aflevering 30
  - Verkade, D.W.F. en Holstege-Vreugdenhil, M.G. – 'Register' (9990: 1–7)

## Ontvangst
Hoewel veel van het geschrevene in Filatelie Informatief duidelijk een in omvang beperkte doelgroep had, werd toch in de pers regelmatig melding gemaakt van het verschijnen van afleveringen van het werk. Zo schreef Dirk K. Vrede in zijn rubriek 'Postzegels' in De Volkskrant van 20 november 1982 over de "schitterende studie" van Holstege in de derde aflevering. Die studie, onder de titel 'de "De Ruyter" post- en portzegels uit 1907' had "de omvang van een klein boek" (93 pags.) en liet zich "haast als een roman lezen: het was een aaneenschakeling van weerstanden en moeilijkheden." Tussen het comité dat verantwoordelijk was voor de uitgifte en een "afhouderige P&T-minister Kraus" vervulde de ambtenaar Kymmel "een soort heldenrol" en ging tussen de vele discussies en ruzietjes z'n eigen gang, en zorgde dat de serie toch nog op tijd verscheen.
Op 30 november 1985 verwijst diezelfde auteur in dezelfde rubriek naar "een kostelijke studie" in aflevering 11 van dezelfde Gert Holstege over "Z.O.P.," een afkorting die soms op ansichtkaarten werd geschreven. "Z.O.P." betekende: zie onder postzegel. Voor de Tweede Wereldoorlog mochten op ansichtkaarten maximaal 5 woorden worden geschreven bij het geldende lage tarief. Sommige "slimmerds" wisten geld te besparen door wel 30 woorden onder de zegel te schrijven!
In de rubriek "Postzegels" van het Reformatorisch Dagblad werd ook regelmatig aandacht besteed aan nieuw verschenen afleveringen van Filatelie Informatief.
Op de World Philatelic Exhibition 1993 te Bangkok werd Filatelie Informatief onderscheiden met "groot verguld zilver".